# 増田正造
増田 正造（ますだ しょうぞう、1930年1月3日 - 2022年3月19日）は、日本の能楽研究者、武蔵野大学名誉教授。

## 略歴
東京出身。府立一中、早稲田大学文学部国文科卒。在学中から桜間弓川に能を学ぶ。戦後、観世華雪の能に感銘を受け、雑誌「能」の編集と批評活動を行う。武蔵野女子大学教授、同大に能楽資料センターを開設。2000年定年、武蔵野大学名誉教授。
『能の表現』は分かりやすい入門書としてロングセラーとなった。『能と近代文学』で観世寿夫記念法政大学能楽賞受賞。

## 著書
- 『能の表現 その逆説の美学』中公新書 1971
- 『能楽案内』若者のための能楽鑑賞会 1974
- 『能のデザイン』平凡社カラー新書 1976
- 『能百番』平凡社カラー新書 1979
- 『なぜか嵯峨野』桐原書店, 1981
- 『ワープロ発想法』平凡社 1984
- 『増田教授のシステム文具術 工夫と失敗が楽しさの秘訣』ネスコ 1989
- 『能と近代文学』平凡社 1990
- 『能百十番 能鑑賞ハンドブック』平凡社(コロナ・ブックス)1996
- 『世阿弥の世界』集英社新書、2015

### 編著・共著・監修
- 『能と狂言』横道万里雄共著 大同書院出版, 1959
- 『能をたのしむ』戸井田道三共著 平凡社, 1976
- 『能の歴史』小林責共著 平凡社カラー新書, 1976
- 『能 本説と展開』小林責,羽田昶共著 桜楓社, 1977
- 『華の能 梅若五〇〇年』講談社, 1981
- 『能と狂言の世界』小林責共編 講談社, 1982
- 『井伊家伝来能面百姿』平凡社 1983
- 『井伊家伝来能装束百姿』切畑健共編 平凡社 1984
- 『黒川能の世界』馬場あき子,大谷准共著 平凡社 1985
- 『はーいワープロ 本気で始める人の200%新活用術』監修 主婦の友社 1987
- 『能面 鑑賞と打ち方』堀安右衞門共編 淡交社 1998
- 『増田教授の映像バリ島まるかじり』DVD 日本伝統文化振興財団 2012年

## 論文
- Cinii